# Liber feudorum maior
Liber feudorum maior (LFM, средневековая латынь «Великая книга феодов»), первоначально называлась Liber domini regis («Книга короля»)) — это иллюминированный манускрипт королевства Арагон конца XII века. Он был составлен королевским архивариусом Рамоном де Кальдесом с помощью Гийома де Бассы для короля Альфонсо II, содержит информацию начиная с 1192 года. В нём содержалось 902 документа, датируемых X веком. Книга богато иллюстрирована в романском стиле, что редко для утилитарных документов. LFM является незаменимым источником для институциональной истории формирующегося княжества Каталония. Он сохранился в королевском архиве Арагона, королевской канцелярии, запись № 1, в Барселоне.

## История рукописи
Из первоначальных 888 фолиантов ЛФМ сохранилось только 114, но только 93 из первоначальных 902 документов были полностью утрачены, и, таким образом, почти полная реконструкция его содержания остается возможной. Пролог к документу, написанному Рамоном де Кальдесом, описывает работу как состоящую из duo volumina (двух томов), но её нынешнее разделение основано только на её издании, сделанном в XIX веке. Был ли запланирован второй том когда-либо или даже начат, неизвестно. Первоначальные тома были повреждены во время Французской революции и французского вторжения в Испанию, но их индексы (один датируется 1306 годом) сохранились, как и большинство пергаментных грамот, которые были скопированы в Liber. Современный редактор Франсиско Микель Розелл реконструировал порядок и рубрики документов, однако, листы были обрезаны, что исключало любые свидетельства их более раннего физического состояния.
Сохранились также две меньшие книги феодов, связанные с LFM. В Liber feudorum Ceritaniae имеется информация о графствах Сердань и Руссильон и данный труд может представлять собой неудачную инициативу по созданию регионального реестра по образцу LFM. Liber feudorum formae minoris является продолжением LFM, включает в себя документы начала XIII века. Сохранились ещё только два других светских реестра того же периода: Liber instrumentorum memorialium синьоров Монпелье и Liber instrumentorum vicecomitalium рода Транкавели.

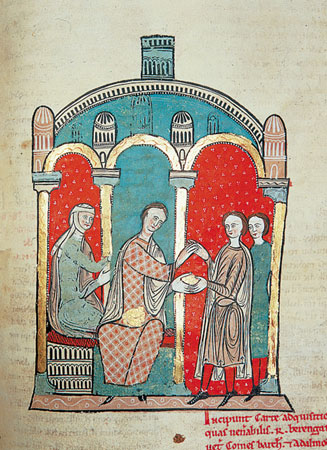
Рамон Беренгер I и его жена Альмодис Де Ла Марке, покупают Каркасон у Рамона и Аделаиды, графа и графини Сердань, 1067 год

## Сборник

### Даты
Создание LFM, вероятно, было связано с возобновленным стремлением Альфонсо II контролировать кастелянов своих доменов. В 1178-80 годах он подал серию судебных исков ко владельцам различных замков. LFM стала результатом интенсивных исследований в архивах короны в поддержку её претензий. С 1171 по 1177 год обзор архивов комитала был признан необходимым для утверждения прав Альфонсо в графстве Каркасон, что, возможно, послужило толчком к проведению архивной реформы. В 1178 году, 144 грамоты комиталов, которые до той поры не принадлежали Рамону де Жиронелья, наместнику графа в Жироне, были переданы ему Гиллемом де Басса; многие из них впоследствии оказались в LFM . Поверив в подлинность книги, Франсиско Микель Розелл предположил, что произведение было подарено Альфонсо II и поэтому оно было завершено до смерти графа в 1196 году. Томас Биссон утверждал, что книга была представлена Альфонсо после завершения в августе 1194 года, на той же церемонии, когда виконт Понс III де Кабрера пришел к соглашению с королем. Поскольку последняя запись в книге была сделана в апреле того же года, предполагается что Рамон де Кальдес завершил работу над книгой в следующие месяцы. Третьим предположением являются аргументы, проводимые Ансари Мундо, который предполагает что LFM была завершена в 1192 году, когда была выдана последняя из грамот, упоминающаяся в ней. Три грамоты, выданные в последние четыре года правления Альфонсо, содержатся в LFM, но написаны почерком отличным от почерка двух основных создателей труда. Все они относятся к Понсу III де Кабрера, его капитуляции и присяге на верность Педро II в апреле 1196 года. Поскольку последний документ был добавлен только после смерти Альфонсо II, вполне возможно, что другие были добавлены в то же время и что завершение реестра не имеет никакого отношения к соглашению с Понсом III, и что работа была в основном закончена 1192 году. Поскольку документы после ноября 1192 года, по-видимому, были записаны на чистых листах после других документов этого года, вполне вероятно, что ноябрь 1192 года является датой окончания первоначальной версии (или дату представления книги королю).
Также возможно, что работа, которая началась ещё в 1178 году был продлена примерно до 1190—1194 годов. Биссон связывает любые возобновленные усилия со стороны Рамона де Кальдеса с серьезными вызовами авторитету Альфонсо II. В феврале 1194 года Беренгер, архиепископ Таррагоны, был убит Гильемом Рамоном II де Монкада, что, по мнению Биссона, свидетельствует о слабости правителя и божьего перемирия в то время и с 1190 года, когда барон впервые отверг его. По словам Лоуренса Маккрэнка, LFM не была закончена после смерти короля в 1196 году и Рамона в 1199 году. Пролог был написан в предположении создания второго тома, который так и не был начат. И Биссон, и Адам Косто согласны, что работа была завершена в 1192 году и представлена в 1194 году, но что она никогда не была «завершена», а "заключение было началом продолжения работы.

### Цель
Современный редактор LFM Роселл трактовал его как письменную запись о возвышении владений графов Барселоны. Лоуренс Маккранк связал начало создания реестра с договором Казолы 1179 года, по которому Альфонсо добился от Альфонсо VIII Кастильского признания своих прав на Валенсию. Согласно этой точки зрения Альфонсо «замедлил Реконкисту», чтобы сконцентрироваться на объединении различных областей под одной короной. Критикуя эту точку зрения, Косто отмечает, что то, что папские Буллы и договоры военных орденов с Арагоном находятся в начале реестра и относительный недостаток грамот, касающихся владения замками и землевладения в Арагоне, говорят о том, что объединение Арагона и Каталонии в судебном порядке (то есть более чем символичное) не подразумевалось ни составителями, ни их покровителем. LFM не представил никаких «новых принципов феодальной организации», но он представляет собой «более абстрактное понимание комиталов и королевской власти». Данный труд сравнивали с Usatges de Barcelona как провал в «практических или бюрократических терминах». Это, по сути, выражение власти, задуманной территориально и главным образом в отношении Каталонии. Реестр не является записью акта союза Каталонии с Арагоном. Скорее, это запись новых широких владений, в том числе Арагона, части Окситании (Каркасон, Разес, Безье, и графство Прованс), и всех каталонских графств, в том числе Осона, Барселона, Бесалу, Сердань, Жерона, Руссийон, и Пальярс-Хусса, которые были отошли Альфонсо II, а также графств Ампурьяс и Урхель, которые ему не принадлежали. Биссон пишет, что в LFM "феодальные принципы, применяются для служения административным […], однако он также говорит, что LFM была "исключительно земельной книгой, связанной с имущественным или возвратным правом [и не] связанной с какими-либо систематическими усилиями по укреплению сюзеренских прав или вассальных обязательств. Косто, в какой-то степени, не согласен с ним, утверждая, что работа представляет собой комбинацию Земельной книги и книги прецедентов, в которой представлены некоторые уставы для объяснения надлежащего функционирования феодальной системы. Рубрики и заголовки разделов свидетельствуют о неоднозначности позиции Альфонсо в различных регионах. В то время как Арагон называют regnum (королевство, царство), Сердань и Руссийон названы комитати (графства), Таррагона указан как civitas (город), а Прованс и графство Мёльгей не описаны. В других случаях грамоты названы в честь синьора, который их выдал или подтвердил.

## Содержание

### Текст
Документы в LFM организованы по графствам, виконтствам или родословным (обычно связанным с данным замком или поместьем). Иногда разделы обозначаются рубриками. Рубрики и подрубрики были разделены пустыми листами, которые, по мнению Розелла, предназначались для более ранних документов, которые ещё предстоит извлечь, но по мнению других специалистов они предназначались для расширения рубрик. Фактически как новые, так и более ранние документы были добавлены к чистым листам. В рамках каждой подрубрики документы обычно упорядочены в хронологическом порядке, а иногда сгруппированы (по пустым листам) в периоды.
Архив комиталов графов Барселоны упоминается впервые только в 1180 году. Рамон де Кальдас ссылается к omnia instrumenta propria et inter vos vestrosque antecessores ac homines vestros confecta («все мои документы и те, что составлены между вами и вашими предками и вашими людьми»), но расположение этих документов является неопределенным. Архивы могли быть перемещены между центральным и вспомогательными в различных центрах комиталов. Например, в архиве отправленном Рамоном де Жиронелья Гильему де-Басса, содержались в основном документы, относящиеся к графство Жерона. Переписчики LFM, возможно, использовали выездную комиссию, которая собирала или копировала грамоты по всем доменам Альфонсо, где это было необходимо. По крайней мере, две грамоты в LFM были определённо из внешних источников: грант Рамона Беренгера IV графа Барселоны Санта-Марии де Л’Эстани в 1152 году и привилегия Карла Великого монастырю Сан-Льоренс-дель-Мунт. Кроме того, 109 документов из архивов графства Пальярс-Хусса, приобретенных Альфонсо 27 мая 1192 года, были почти сразу же включены в LFM.

### Иллюстрации

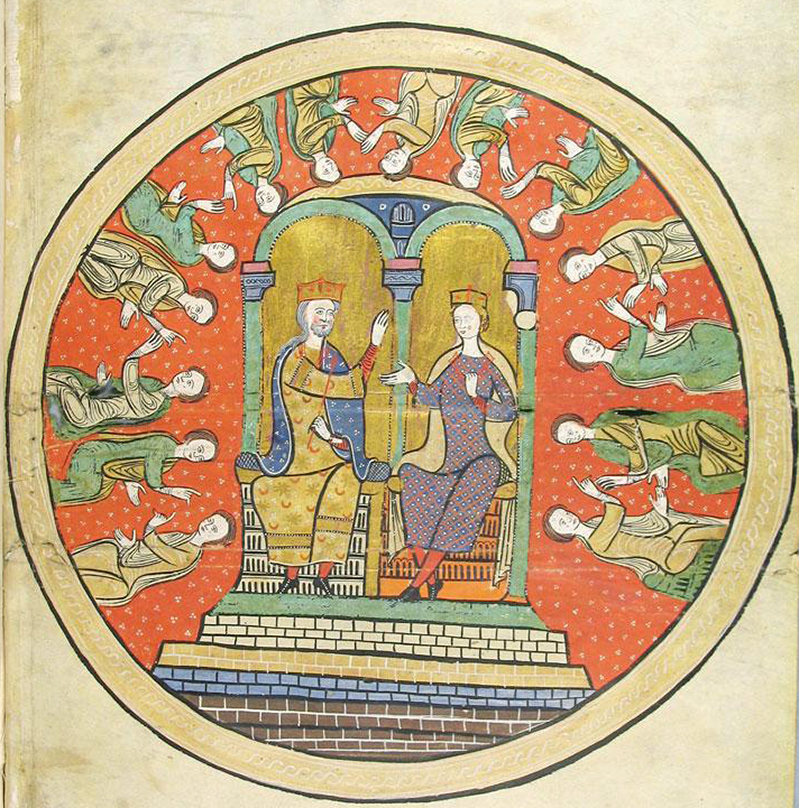
Альфонсо II и Санча (другое предположение что это Рамон Беренгер IV и Петронила Арагонская) в окружении придворных дам.

Хотя реестры редко иллюстрировали, LFM — это не единственный пример из XII века, ни даже из Испании. Существуют ещё четыре подобных испанских книги первой половины XII века: Libro de los testamentos собора Овьедо, Tumbo A из Сантьяго-де-Компостела, Libro de las estampas из Леона и Becerro antiguo из монастыря Лейре. Существуют также подобные французские книги того же периода времени: от Вьерзона (1150), Мон-Сен-Мишель (ок. 1160), и Маршьена (возр.1195).
Косто определил два стиля и, таким образом, двух художников в миниатюрах LFM, один консервативный и любительский местный, другой профессиональный и международный. Иоанн Айнауд датировал иллюстрации первой четвертью XIII века (расположены после текста), но это, вероятно, было спланировано с самого начала.
Книга содержит 79 изображений, хотя предполагается что было ещё одно. Многие рисунки связаны с конкретными грамотами в реестре и изображают различные конкретные действия феодальной политики. Они являются одними из самых ранних изображений акта уважения (hominium), складывания рук вассала между рук его Синьора. Клятвы верности и обеты изображены в виде вассала с поднятой правой рукой и поддерживания руки. Сарагосский договор (1170) иллюстрирован изображением Альфонсо II и короля Кастилии Альфонсо VIII, сидящими на двух тронах и держащимися за руки. Все эти образы подкрепляли королевскую концепцию власти и подчинение вассалов.
Однако первые две иллюстрации реестра противоречат иерархическому духу остальных. На первой, Альфонсо и Рамон, сидят на равных уровнях, с писцом на заднем плане, жестом они указывают на стопку грамот. Грамоты расположены в центре композиции. Король изображен за работой (управление своим королевством). На второй иллюстрации король и королева, Санчо Кастильский, окружены круговой цепью из семи пар дворянок, занятых беседой. Король и королева, похоже, разговаривают. Рисунок, вероятно, является изображением королевского двора, который был домом для многих трубадуров.